# Мірча-Воде (комуна, Бреїла)
Мірча-Воде (рум. Mircea Vodă) — комуна у повіті Бреїла в Румунії. До складу комуни входять такі села (дані про населення за 2002 рік):
- Дедулешть (1033 особи)
- Мірча-Воде (2602 особи)

Комуна розташована на відстані 126 км на північний схід від Бухареста, 48 км на захід від Бреїли, 144 км на північний захід від Констанци, 61 км на південний захід від Галаца.

## Населення
За даними перепису населення 2002 року у комуні проживали 3635 осіб. Усі жителі комуни рідною мовою назвали румунську.
Національний склад населення комуни:
| Національність | Кількість осіб | Відсоток |
| -------------- | -------------- | -------- |
| румуни         | 3623           | 99,7%    |
| цигани         | 12             | 0,3%     |

Склад населення комуни за віросповіданням:
| Релігія        | Кількість осіб | Відсоток |
| -------------- | -------------- | -------- |
| православні    | 3619           | 99,6%    |
| адвентисти     | 9              | 0,2%     |
| римо-католики  | 4              | 0,1%     |
| греко-католики | 2              | 0,1%     |
| баптисти       | 1              | < 0,1%   |

## Зовнішні посилання
- Дані про комуну Мірча-Воде на сайті Ghidul Primăriilor [Архівовано 28 січня 2012 у Wayback Machine.]